# Вертерзе
Вертерзе (нім. Wörthersee, словен. Vrbsko jezero) — озеро на півдні Австрії у землі Каринтія поблизу кордону із Словенією.

## Географія
Довге і вузьке озеро Вертерзе, найбільше в Каринтії, тягнеться на захід від Клагенфурта на 20 км, затиснуте між північними відрогами гір Караванке. Розташоване на висоті 439 м, має витягнуті в широтному напрямку обриси; довжина його становить 16,5 км, максимальна ширина - 2 км, площа - 19,39 км².
Належить до басейну Дунаю (стік з озера забезпечує річка Гланфурт), в озеро впадають річки Райфніцбах, Піркербах.
У зимовий час берега озера часто покриваються снігом, а приблизно раз в 10 років озеро повністю замерзає, залучаючи шанувальників ковзанів.

## Туризм
З середини XIX століття воно носить неофіційний статус "Австрійської Рів'єри", ставши популярним місцем відпочинку чиновників і бізнесменів, чиїми витонченими віллами (переважно XIX ст.) забудовано практично все узбережжя. Ну а саме озеро ідеальне для неспішного відпочинку біля води і тому рясніє невеликими курортними містечками. Розташовані на південному березі курорти, як не дивно, знаходяться в трохи гірших умовах - лісистий пагорб Піраміденкогель ближче до полудня дещо затінює цей берег, але в цілому тут важко знайти погані місця для відпочинку. Багато готелів мають маленькі пляжики або просто ділянки прибережної смуги, де гостям дозволено купатися безкоштовно, проте є численні муніципальні і приватні купальні, де після внесення невеликої плати можна позасмагати (найчастіше - на траві) або поплавати в озері.
Вертерзе в літні місяці перетворюється на популярне місце відпочинку європейців, яких приваблює чистісінька вода і бездоганний сервіс на прибережних курортах.

## Пам'ятки
Найбільше туристів відвідує місто Фельден-ам-Вертерзе, що огинає західний край озера. Розташоване на північному березі озера, на півдорозі між Клагенфуртом і Фельденом, містечко Перчах традиційно вважається найкращим курортом області.
На південному березі озера найближче до столиці області (10 км) лежить тихе курортне містечко Райфніц з муніципальною купальнею і кількома ресторанами на прибережній смузі. За 4 км на захід лежить колоритне село Марія Ворт (нім. Maria Worth), мис біля якого прикрашений живописними шпилями двох середньовічних каплиць - Пфарркірхе і Вінтеркірхе (обидві - XII ст.). Трохи західніше, біля сіл-близнюків Деллах (Dellach) і Ауен (Auen), лежить одне з найкращих полів для гольфу в Каринтії (18 лунок) і найкраще місце для розбивки табору в регіоні - Camping Weisses Rossl.

## Пляжний відпочинок
Найкомфортніша температура на Вертерзе встановлюється ближче до кінця червня, коли повітря прогрівається в середньому до + 27 °C. При цьому необхідно враховувати досить сильний перепад температур і часта зміна погодних умов. Пізно ввечері температура повітря може опускатися до +14 °C. У липні і серпні вода в озері досить тепла і прогрівається в середньому до +23 °C.
Узбережжя Вертерзе прекрасно обладнане; душові кабіни, дитячі містечка і пісочниці для маленьких дітей, майданчики для волейболу та пляжні бари зустрічаються всюди. Важливо пам'ятати, що диких пляжів на Вертерзе немає; узбережжя розбите на платні пляжі, а також ділянки, що належать готелям і приватним особам.
На території Каринтії стягується курортний збір, який часто включений у вартість розміщення в готелі. Однак проживаючи в приватному секторі або пансіоні, про оплату збору варто подбати додатково.

## Панорама

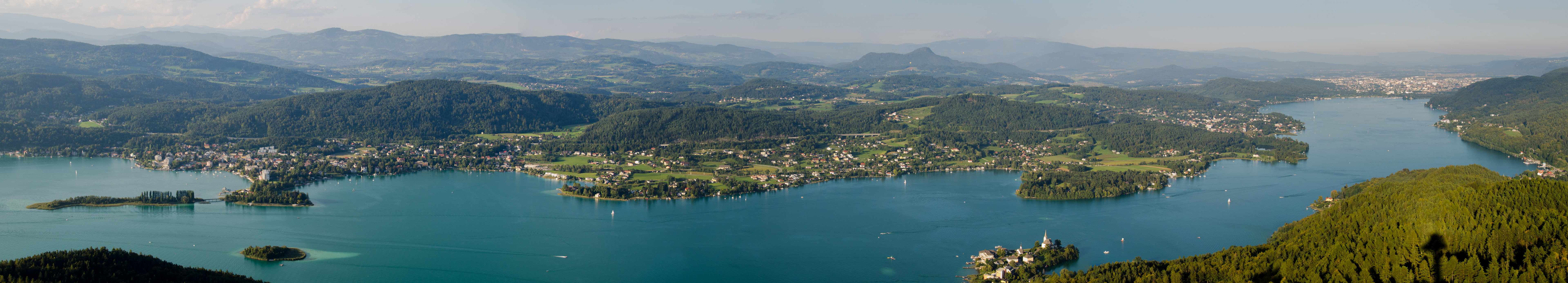
Панорама озера

| Австрія | Це незавершена стаття з географії Австрії. Ви можете допомогти проєкту, виправивши або дописавши її. |